# 山本義信 (日本畫家)
山本義信（？—？）是日本江戶時代中期的浮世繪畫家。

## 生平
山本義信是西村重長的門生，通稱平七郎，日本江戶出身。最初稱作重春，寛延2年（1749年）至寛延3年（1750年）時，改名為義信。也以戲月堂為號。與同樣以山本為本姓的富川房信有無關係則不得而知。活躍於延享（1744年－1748年）到寶曆（1751年－1764年）年間，其作品大多是美人畫、役者繪、繪本的插畫等。也有用重春二字落款的漆繪，但大部分是紅摺繪，保留了不少作品。其役者繪的繪製大約是到寶曆8年（1758年）為止。作品有寛延元年（1748年）刊行的黒本『紅皿闕皿昔物語（べにざらかけざらむかしものがたり）』1冊、同年刊行的黒本『妖物甲陽軍』1冊、同年刊行的黒本『延喜之帝』3卷1冊等等。這些插畫也有署名「重春」，而寛延4年（1751年）刊行的評判記『邯鄲の里』1冊的口絵則署名「山本平七郎義信書」。此外尚有繪製若干肉筆浮世繪。

## 作品
- 「立美人圖」 紙本著色 新大谷美術館所蔵